# 河原塚茂太郎
河原塚 茂太郎（川原塚 茂太郎、かわらづか もたろう、文政13年9月1日（1830年10月17日） - 明治9年（1876年）10月16日）は、幕末の土佐藩士。川原塚重喜（堅作）の子。名は重幸。廾戊という変名を用いた。

## 来歴
土佐藩徒士格の家に生まれる。文久元年（1861年）武市瑞山が結成した土佐勤王党に加盟し、またその同志糾合に尽力する。元治元年（1864年）南会所への決死建白を行って劣勢に陥った土佐勤王党の挽回を図り、その失敗後の対処にも奔走する。慶応4年（1868年）戊辰戦争では軍事掛徒目付として北越戦争に従軍した。
維新後は讃州金陵会議結、川之江民政局副参事を歴任するも、明治3年（1870年）職を辞して帰国。明治6年（1873年）教部省に出仕し、明治8年（1875年）辞職した。その後は土佐に帰っていたが、明治9年（1876年）国事犯として警視庁に抑留され、そのまま獄死した。

## 家族
土佐勤王党時代は国事に奔走する中、母や姉の面倒を見るなど、家庭をも顧みていたという。姉の千野は坂本龍馬の兄で郷士坂本家当主・坂本直方(権平）に嫁いでおり、川原塚茂太郎に宛てられた龍馬の書翰も残っている。